# Varzaqan
 (mai 2024).
La mise en forme du texte ne suit pas les recommandations de Wikipédia : il faut le « wikifier ».
Les points d'amélioration suivants sont les cas les plus fréquents. Le détail des points à revoir est peut-être précisé sur la page de discussion.
- Les titres sont pré-formatés par le logiciel. Ils ne sont ni en capitales, ni en gras.
- Le texte ne doit pas être écrit en capitales (les noms de famille non plus), ni en gras, ni en italique, ni en « petit »…
- Le gras n'est utilisé que pour surligner le titre de l'article dans l'introduction, une seule fois.
- L'italique est rarement utilisé : mots en langue étrangère, titres d'œuvres, noms de bateaux, etc.
- Les citations ne sont pas en italique mais en corps de texte normal. Elles sont entourées par des guillemets français : « et ».
- Les listes à puces sont à éviter, des paragraphes rédigés étant largement préférés. Les tableaux sont à réserver à la présentation de données structurées (résultats, etc.).
- Les appels de note de bas de page (petits chiffres en exposant, introduits par l'outil «  Source ») sont à placer entre la fin de phrase et le point final[comme ça].
- Les liens internes (vers d'autres articles de Wikipédia) sont à choisir avec parcimonie. Créez des liens vers des articles approfondissant le sujet. Les termes génériques sans rapport avec le sujet sont à éviter, ainsi que les répétitions de liens vers un même terme.
- Les liens externes sont à placer uniquement dans une section « Liens externes », à la fin de l'article. Ces liens sont à choisir avec parcimonie suivant les règles définies. Si un lien sert de source à l'article, son insertion dans le texte est à faire par les notes de bas de page.
- La présentation des références doit suivre les conventions bibliographiques. Il est recommandé d'utiliser les modèles {{Ouvrage}}, {{Chapitre}}, {{Article}}, {{Lien web}} et/ou {{Bibliographie}}. Le mode d'édition visuel peut mettre en forme automatiquement les références.
- Insérer une infobox (cadre d'informations à droite) n'est pas obligatoire pour parachever la mise en page.

Pour une aide détaillée, merci de consulter Aide:Wikification.
Si vous pensez que ces points ont été résolus, vous pouvez retirer ce bandeau et améliorer la mise en forme d'un autre article.
Varzaqan (en persan : ورزقان) est une ville du district central du comté de Varzaqan dans la province d'Azerbaïdjan oriental, en Iran, servant de capitale à la fois au comté et au district. C'est également le centre administratif du district rural d'Ozomdel-e Jonubi.
Le dernier recensement de 2016 a compté une population de 5 348 personnes réparties dans 1 401 ménages.
La ville est célèbre pour la mine de cuivre de Sungun, à 25 km du centre-ville, qui abriterait, selon les estimations, 3% des réserves de cuivre connues dans le monde.[réf. nécessaire]

## Monuments historiques
L'inscription cunéiforme dans le village de Saqandel est le monument historique le plus célèbre de la région.

## Tremblements de terre
La région est sujette à des tremblements de terre et un certain nombre de personnes ont été tuées lorsqu'un double séisme (de magnitudes 6,4 et 6,3) a frappé l'après-midi du 11 août 2012.

## Évènements

### Accident d'hélicoptère
Le 19 mai 2024, l'hélicoptère transportant Ebrahim Raïssi, président de l'Iran, s'écrase près de la mine de Sungun.

## Économie
L'agriculture est l'activité prédominante dans les zones rurales. La région produit des pommes, des poires, des cerises, des noix et des abricots. Récemment, des épicéas ont été plantées, marquant le début d'une industrie forestière. La ville commence aussi à développer la pisciculture en eau froide.
Varzeqan est un centre minier pour l'extraction de métaux communs, ainsi que d'or. La mine de cuivre de Sungun est aujourd’hui la plus grande mine de cuivre du nord-ouest de l’Iran. Le gisement lui-même est l’un des plus grands gisements de cuivre au monde. Il y a des mines d'or à proximité à Shrfabad, Hyzjan, Tshkhsrv, Astrgan, Andryan et Myvhrvd.
1. ↑  Aussi transcrit Varzeqān ou Warzagan ; anciennement Karzigan (كَرزيگَن), également transcrit Kārzigān ou Karzygan[1].
2. ↑  Anciennement comté d'Arsbaran[2]